# 梅纳贝大区
梅纳贝大區是馬達加斯加西部的一個地區，名稱源於當地18世紀時的薩卡拉瓦王國，首府為穆龍達瓦。

## 地理
梅納貝區有兩條河流經過。